# Te busqué (canción de Nelly Furtado)
Te busqué es una canción escrita por la cantante luso-canadiense Nelly Furtado en colaboración con el músico colombiano Juanes, producida por Timbaland y Danja para Loose, tercer álbum de Furtado. Cuenta con la colaboración de Juanes y fue lanzada en 2007 como el 5° sencillo del álbum, fue lanzada el 8 de julio en el iTunes Store de España, donde fue el primer sencillo.

## Lanzamiento
La razón principal para el lanzamiento del sencillo en España, fue el pequeño tiempo en las radios y en los canales de video que dieron a canciones Hip-Hop/R&B en el estilo de «Promiscuous» y «Maneater», los principales sencillos del álbum en Norteamérica y el resto de Europa, respectivamente. La decisión fue tomada más tarde por la discográfica de Furtado, Geffen, que se dio cuenta de que las ventas de álbumes hip-hop en España estuvieron muy por debajo de las expectativas en el 2005. Sin embargo sus videos «Maneater» y «Promiscuous» si se emitían por MTV España. «Te busqué» fue planeado lanzarse junto a «No Hay Igual», que contaba con la colaboración rap de René Pérez, mas solamente fue lanzado «Te busqué». La canción fue el segundo sencillo en Chile donde alcanzó el Top 20.
«Te busqué» no fue oficialmente lanzada en Estados Unidos, pero tuvo un gran airplay en las estaciones de radio latinas, alcanzando el número veinticuatro en el Billboard Latin Pop Airplay. Estaciones de radio en países de América Latina también rodaron la canción sin ser lanzada allí.
«Te busqué» ha sido el primer sencillo que ha sido número 1 en los 40 Principales sin tener videoclip. Este sencillo lleva 26 semanas en la lista de "Los 40 Principales" de España llegando al número 1 en su quinta semana, y poco después llegó a la cima también de la lista de "Cadena 100". Para su promoción en España, la cantante interpretó esta canción en "Operación Triunfo 2006" junto al joven concursante Ismael.

## Formatos y lista de canciones
Sencillo (Alemania) dos canciones
1. «Te Busqué»
2. «Te Busqué» (versión completa en español)

Sencillo (Alemania) cuatro canciones
1. «Te Busqué»
2. «Te Busqué» (versión completa en español)
3. «Te Busqué» (Dj MaRKoS ReMiX)
4. «Runaway»
5. «Say It Right» (reggae remix)

## Posiciones
| Listas (2006/2007)               | Posición position |
| -------------------------------- | ----------------- |
| España                           | 1                 |
| JAV Billboard Hot Latin Tracks   | 1                 |
| Argentina                        | 24                |
| Chile                            | 11                |
| Costa Rica                       | 15                |
| Holanda Top 40                   | 4                 |
| Alemania Airplay Chart           | 13                |
| Ibero America                    | 16                |
| Latinoamérica                    | 7                 |
| Luxemburgo Airplay Chart         | 7                 |
| México                           | 38                |
| Países Bajos                     | 8                 |
| Rusia                            | 17                |
| Suiza Airplay Chart              | 5                 |
| U.S. Billboard Latin Pop Airplay | 24                |